# Charollaise (poule)
Pour les articles homonymes, voir Charolais.
Pour des articles plus généraux, voir Gallus gallus domesticus et Liste des races de poules.
La charollaise est une race de poule française qui tire son nom de la région du Charolles, le Charolais, officialisée en 1966.

## Description

### Origine
Elle est caractérisée par un fort poitrail, une ligne du dos horizontale et longue, des cuisses saillantes sans bouffant, une queue moyenne et une crête frisée.

### Standard
- Crête : frisée
- Oreillons : rouges
- Couleur des yeux : rouge orangé
- Couleur de la peau : blanche
- Couleur des tarses : claire
- Variétés de plumage : blanc uniquement

Grande race :
- Masse idéale : coq : 3,5 kg ; poule : 2,5 kg
- Œufs à couver : min. 60 g, coquille couleur crème

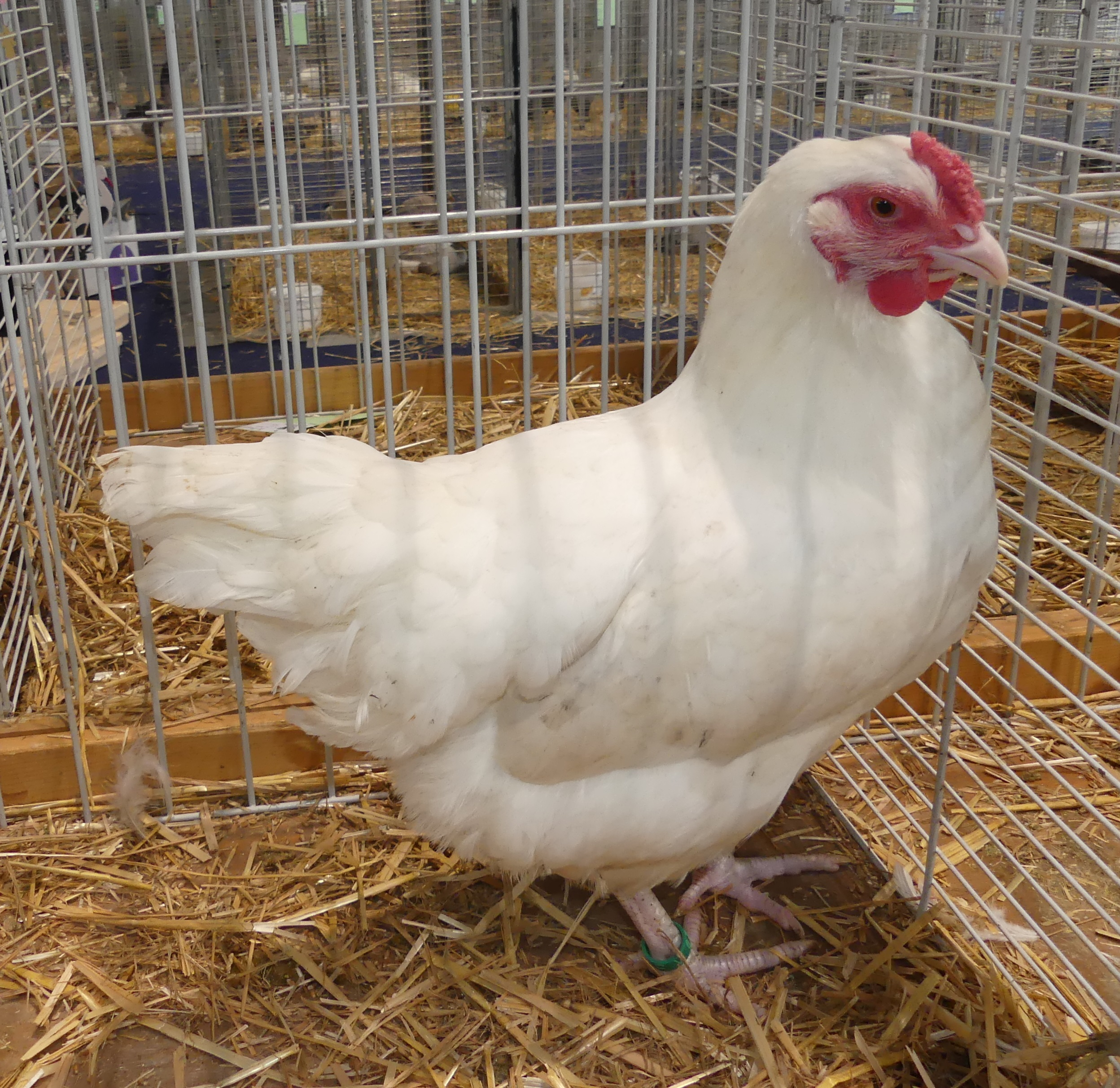
Poule Charollaise (grande race)

- Poule Charollaise (grande race)Diamètre des bagues : Coq : 22 mm ; Poule : 20 mm

Naine:
- Masse idéale : coq : 1 kg ; poule : 900 g
- Œufs à couver : min. 35 g, coquille jaunâtre
- Diamètre des bagues : Coq : 14 mm ; Poule : 12 mm

## Club officiel
Le groupement des éleveurs de la poule Charollaise, le Charollais-Club Français (CCF), fondé en 1997, est chargé de la sauvegarde, de l'amélioration et de la sélection de la poule charollaise, volaille faisant partie du patrimoine du Charolais. Son siège est à la mairie de Charolles.

## Sources
- Le Standard officiel des volailles (Poules, oies, dindons, canards et pintades), édité par la SCAF.